# Lelów
Lelów ist eine ehemalige Stadt, jetzt ein Dorf und Sitz der gleichnamigen Gemeinde im Powiat Częstochowski der Woiwodschaft Schlesien in Polen.

## Geographie
Der Ort liegt an der Białka, 35 km östlich der Stadt Częstochowa.

## Geschichte
Der Marktort Lelou wurde 1193 erstmals urkundlich erwähnt, die Burg im Jahr 1246 (castrum in Lelow). 1307 Sitz einer Kastellanei (Castellania Leloviensis). Die neue deutschrechtliche Stadt civitas Lelovia wurde zwischen den Jahren 1333 und 1341 angelegt, ab 1365 nach dem Magdeburger Recht. Der besitzanzeigende Name ist vom Personennamen Lel (kurz von Lelistryj usw.) mit dem Suffix -ów abgeleitet.
Die Stadt wurde zum Sitz eines Kreises der Woiwodschaft Krakau, der u. a. die Stadt Częstochowa, fast immer die größte Stadt des Kreises, umfasste. Um 1600 gehörte Lelów zu den 14 Städten in der Woiwodschaft mit der größten jüdischen Bevölkerung (siehe Schtetl).
Im Zuge der Dritten polnischen Teilung kam es 1795 an Preußen in die neu entstandene Provinz Neuschlesien. 1807 kam es ins Herzogtum Warschau und 1815 ins neu entstandene russisch beherrschte Kongresspolen. 1827 gab es 128 Häuser mit 786 Einwohnern. Zum 13. Januar 1870 wurde dem Ort das Stadtrecht entzogen.
In Lelów ist das Grab des Rabbi Elasar Mendel Bidermann, Vater von David Zwi Schlomo Bidermann (* 1844 in Lelów), genannt „Admor von Lelov“, einem bedeutenden chassidischen Gelehrten. Dessen Vater war der Begründer einer chassidischen Schule, die von seiner Familie als Dynastie geleitet wird und nach dem jiddischen Ortsnamen Lelov genannt wird. Elasar Mendel Bidermanns Grab und das Grab seines Vaters ist bis heute Pilgerstätte der Anhänger dieser chassidischen Schule.
Nach dem Ende des Ersten Weltkriegs kam Lelów zu Polen, Woiwodschaft Kielce. In der Zeit der deutschen Besetzung Polens im Zweiten Weltkrieg befand sich der Ort im Distrikt Radom des Generalgouvernements.
Von 1975 bis 1998 gehörte Lelów zur Woiwodschaft Częstochowa.

## Gemeinde

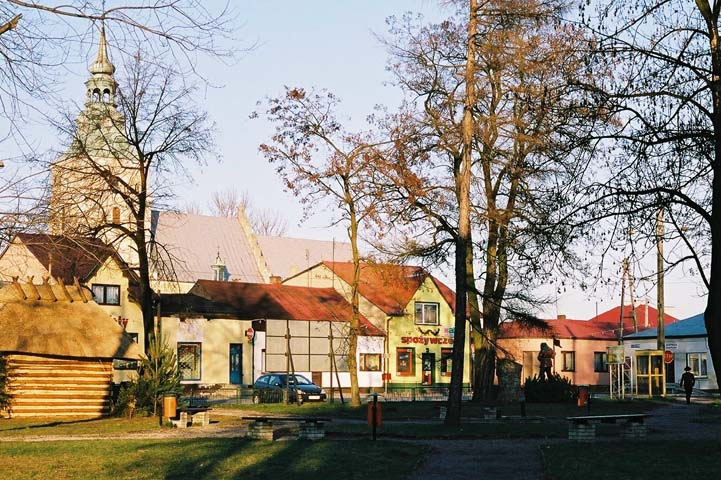
Marktplatz in Lelów

Zur Landgemeinde Lelów gehören sechzehn Ortschaften mit einem Schulzenamt:
Biała Wielka
Celiny
Drochlin
Gródek
Konstantynów
Lgota Błotna
Lgota Gawronna
Mełchów
Nakło
Paulinów
Podlesie
Posłoda
Skrajniwa
Staromieście
Ślęzany
Turzyn
Weitere Orte der Gemeinde sind: Bogumiłek, Brzozowa Góra, Bysów, Kosmówki und Nakło (osada).